# Adam Gurowski
Adam Gurowski, ps. P. I. Wołowski (ur. 10 września 1805 w Russocicach pod Kaliszem, zm. 4 maja 1866 w Waszyngtonie) – publicysta polityczny i historiozoficzny, działacz polityczny okresu powstania listopadowego i Wielkiej Emigracji, później panslawista.

## Życiorys i poglądy
Był potomkiem rodziny kasztelańskiej herbu Wczele z tytułem hrabiowskim. Był najstarszym synem Władysława (syn Rafała), starosty kolskiego i Genowefy z Cieleckich. Jego młodszy brat Ignacy ożenił się z infantką hiszpańską Izabelą Burbon, siostrą księcia Kadyksu i został grandem hiszpańskim. Jedna z sióstr Cecylia była żoną barona Piotra Frederiksa, generała adiutanta cara Mikołaja I, druga Dezyderia poślubiła Józefa Komorowskiego (1791-1827), członka opozycji kaliszan. Studiował filozofię na uniwersytetach w Lipsku, Getyndze, Heidelbergu (był. m.in. słuchaczem Georga Hegla).

### Konspiracja i powstanie listopadowe
W Niemczech związał się z ruchem karbonarskim. W styczniu 1829 dołączył do sprzysiężenia Piotra Wysockiego i był jednym z głównych organizatorów tzw. spisku koronacyjnego (marzec–maj 1829), mającego na celu zabicie cara Mikołaja I. 29 listopada 1830 wraz z Joachimem Lelewelem brał udział w formowaniu władz cywilnych i wojskowych. W okresie powstania listopadowego był związany z lewicą Towarzystwa Patriotycznego. Pisał artykuły do gazet warszawskich, w których atakował sejm, Rząd Narodowy i kolejnych wodzów naczelnych. Był jednym z głównych organizatorów demonstracji 25 stycznia 1831, podczas której domagał się detronizacji Mikołaja I jako króla Polski. Podczas natarcia Rosjan na stolicę w lutym 1831 walczył jako prosty żołnierz, za co awansował na oficera i otrzymał Krzyż Srebrny Virtuti Militari. W połowie marca 1831 udał się w misję dyplomatyczną do Paryża z ramienia Rządu Narodowego. Tam w czerwcu 1831 wydał broszurę, w której głosił, że nie można odbudować Polski w oparciu o traktat wiedeński z 1815 roku.

### Wielka Emigracja
Po upadku powstania wraz Lelewelem organizował Komitet Narodowy Polski. 17 marca 1832 wystąpił z tej organizacji i był współzałożycielem Towarzystwa Demokratycznego Polskiego. Współredagował jego „Akt Założenia”, ustawy i pierwsze odezwy. Na przełomie 1832/1833 został usunięty z tej organizacji. W tym czasie zainteresował się ideami francuskiego socjalizmu utopijnego, zwłaszcza koncepcjami Saint-Simona. W 1834 zmienił radykalnie swoje poglądy.

### Apostazja
W 1834 w liście otwartym w „Allgemeine Augsburger Zeitung” potępił powstanie listopadowe i poprosił władze carskie o amnestię dla siebie. Dokonał jednocześnie apostazji narodowej i wyznaniowej. Swoją apostazję uzasadniał przy pomocy historiozofii o wydźwięku panslawistycznym. W publikowanych wówczas broszurach (La Vérité sur la Russie et sur la révolte des provinces Polonaises, Paryż 1834 i La Civilisation et la Russie, Sankt Petersburg 1840) sformułował jedną z najbardziej skrajnych wersji historiozofii panslawistycznej. Uznał Rosję za naród wybrany do socjalistycznego przekształcenia świata (z racji jej „siły i jedności”), wskazując na specyfikę rosyjskiej historii, wolnej od degenerujących wpływów kultury łacińskiej. Polska miała możliwość zjednoczenia wokół siebie Słowiańszczyzny, ale utraciła ją według Gurowskiego bezpowrotnie w X wieku. Jego pierwsza broszura zwróciła uwagę Mikołaja I. Gurowski uzyskał amnestię i powrócił w rodzinne strony. Próbą lojalności wobec Rosjan było złożenie przez jego osobę władzom „listy nieprawych Polaków” (1835). Następnie Gurowski przebywał w Petersburgu, gdzie bez powodzenia zabiegał o zatrudnienie w służbie publicznej. Został jednak odesłany do Królestwa Polskiego i oddany do dyspozycji Iwana Paskiewicza. Zajmował się w tym czasie pisaniem memoriałów w duchu panslawistycznym (proponował m.in. zastąpienie języka polskiego językiem staro-cerkiewno-słowiańskim). W książce La civilisation et la Russie (Sankt Petersburg 1840) uznawał cerkiew rosyjską za ostoję wielkości Rosji. Polakom zalecał rezygnację z narodowości i wyznania.

### Ponowna emigracja i pobyt w USA
W 1844 wyjechał potajemnie z Królestwa Polskiego jak sam przyznawał celem uniknięcia śmierci cywilnej za odstępstwo narodowe. Do kraju już nie powrócił. Podróżował po Europie Zachodniej. Pozostał jednak wierny swym koncepcjom panslawistycznym. Potępiał polski ruch narodowowyzwoleńczy i głosił tezy o śmierci narodu polskiego. W kolejnych broszurach prezentował się jako zaciekły konserwatysta, wróg Zachodu, antysemita oraz rzecznik samowładztwa carskiego. W 1848 wyjechał do USA. Ubiegał się bezskutecznie o katedrę prawa na Uniwersytecie Harvarda. Tam przez pewien czas pracował w Departamencie Stanu. Był stałym współpracownikiem i znanym współpracownikiem pisma „New-York Tribune”. Wywierał duży wpływ na współwłaściciela tego pisma Charlesa Danę. Niekorzystnie opiniował artykuły Karola Marksa nadsyłane z Londynu na temat Rosji (Marks w korespondencji z Fryderykiem Engelsem uznał Gurowskiego za agenta ambasady rosyjskiej). Pozostał wierny panslawistycznym koncepcjom (Le Panslavisme, Florencja 1848) i stanowisku antyniepodległościowemu w sprawie polskiej (Pensées sur l’avenir des Polonais, Berlin 1841). Jednocześnie dał wyraz swojemu rozczarowaniu wobec caratu, uznając go za jarzmo krępujące realizację światowego posłannictwa Rosji. W pracy Russia as it Is (Nowy Jork 1854) dokonał reinterpretacji rosyjskiej historii, zbliżając się do koncepcji Lelewela. Sformułował tezę, że przyszłość republikanizmu w Europie jest uzależniona od narodu rosyjskiego, ale pod warunkiem przeobrażenia demokratycznego samej Rosji. W USA był bezkompromisowym rzecznikiem abolicjonizmu, należał do radykalnego skrzydła republikanów – oskarżał Abrahama Lincolna o niedołęstwo. Pisał studia o historii niewolnictwa w USA (Slavery in History, Nowy Jork 1860) i o stosunkach politycznych w USA (America and Europe, Nowy Jork 1857). Jego amerykańskie prace należą dziś do klasyki amerykańskiej literatury społeczno-politycznej, porównywane były współcześnie do prac Alexisa de Tocqueville'a. Zmarł w Waszyngtonie 4 maja 1866 roku w fatalnych warunkach materialnych.
Nazywano go „jednookim Apostatą”, nie widział bowiem na jedno oko.

## Wybrane publikacje
- La Vérité sur la Russie et sur la révolte des provinces Polonaises, Paris 1834.
- La civilisation et la Russie, Saint Petersburg 1840.
- Russland und die Civilisation, Leipzig 1841.
- Pensées sur l’avenir des Polonais, Berlin 1841.
- Aus meinem Gedankenbuche, Breslau 1843.
- O aristokracyi, liberalizmie i demokracyi w Polsce, 1843 (pod pseudonimem Pantaleon Józafat Woławski).
- Eine Tour durch Belgien, Heidelberg 1845.
- Promenade en Suisse en 1845
- Impressions et souvenirs, Lausanne 1846.
- Die letzten Ereignisse in den drei Theilen des alten Polen, Munich 1846.
- Le Panslavisme, Florence 1848.
- Russia as it Is, New York 1854.
- The Turkish Question, New York 1854.
- A Year of the War, New York 1855.
- America and Europe, New York 1857.
- Slavery in History, New York 1860.
- My Diary (t. 1-3, New York 1862–1866).